# 松重町
- 日本 > 愛知県 > 名古屋市 > 中川区 > 松重町
- 日本 > 愛知県 > 名古屋市 > 中村区 > 松重町

松重町（まつしげちょう）は、愛知県名古屋市中川区と中村区にある町名。丁番を持たない単独町名である。住居表示実施済み。

## 地理
名古屋市中川区の北東部、中村区の南東部に位置し、東は中区松原、西は中川区西日置、南は中川区山王、北は中村区名駅南に接する。

### 河川
- 堀川

## 歴史

### 町名の由来
江戸時代、当地には武家屋敷が多くあり、屋敷の中に巨大な松の木が並んでいたことから名付けられたのだという。

### 行政区画の変遷
- 1878年（明治11年）12月28日 - 愛知郡日置村の一部が分離し、名古屋区松重町が成立[8]。
- 1889年（明治22年）10月1日 - 市制施行に伴い、名古屋市松重町となる[8]。
- 1908年（明治41年）4月1日 - 行政区設置に伴い、中区所属となる[8]。
- 1944年（昭和19年）2月11日 - 行政区変更に伴い、中川区所属となる[8]。
- 1975年（昭和50年）6月21日 - 一部が山王一～三丁目となる[9]。
- 1980年（昭和55年）5月25日
  - 中村区水主町・日置通の各一部より、同区松重町が成立[10]。
  - 中川区松重町に同区西日置町の一部を編入、一部が西日置一～二丁目となる[8]。
- 1981年（昭和56年）6月7日 - 中村区水主町・日置通の各一部を同区松重町へ編入[10]。

## 世帯数と人口
2019年（平成31年）2月1日現在の世帯数と人口は以下の通りである。なお、中村区は人口が少ない為、省略とする。
| 区     | 町丁   | 世帯数  | 人口  |
| ------ | ------ | ------- | ----- |
| 中川区 | 松重町 | 307世帯 | 471人 |

## 学区
市立小・中学校に通う場合、学校等は以下の通りとなる。また、公立高等学校に通う場合の学区は以下の通りとなる。
| 区     | 番・番地等 | 小学校               | 中学校               | 高等学校 |
| ------ | ---------- | -------------------- | -------------------- | -------- |
| 中川区 | 全域       | 名古屋市立広見小学校 | 名古屋市立山王中学校 | 尾張学区 |
| 中村区 | 全域       | 名古屋市立笹島小学校 | 名古屋市立笹島中学校 | 尾張学区 |

## 施設

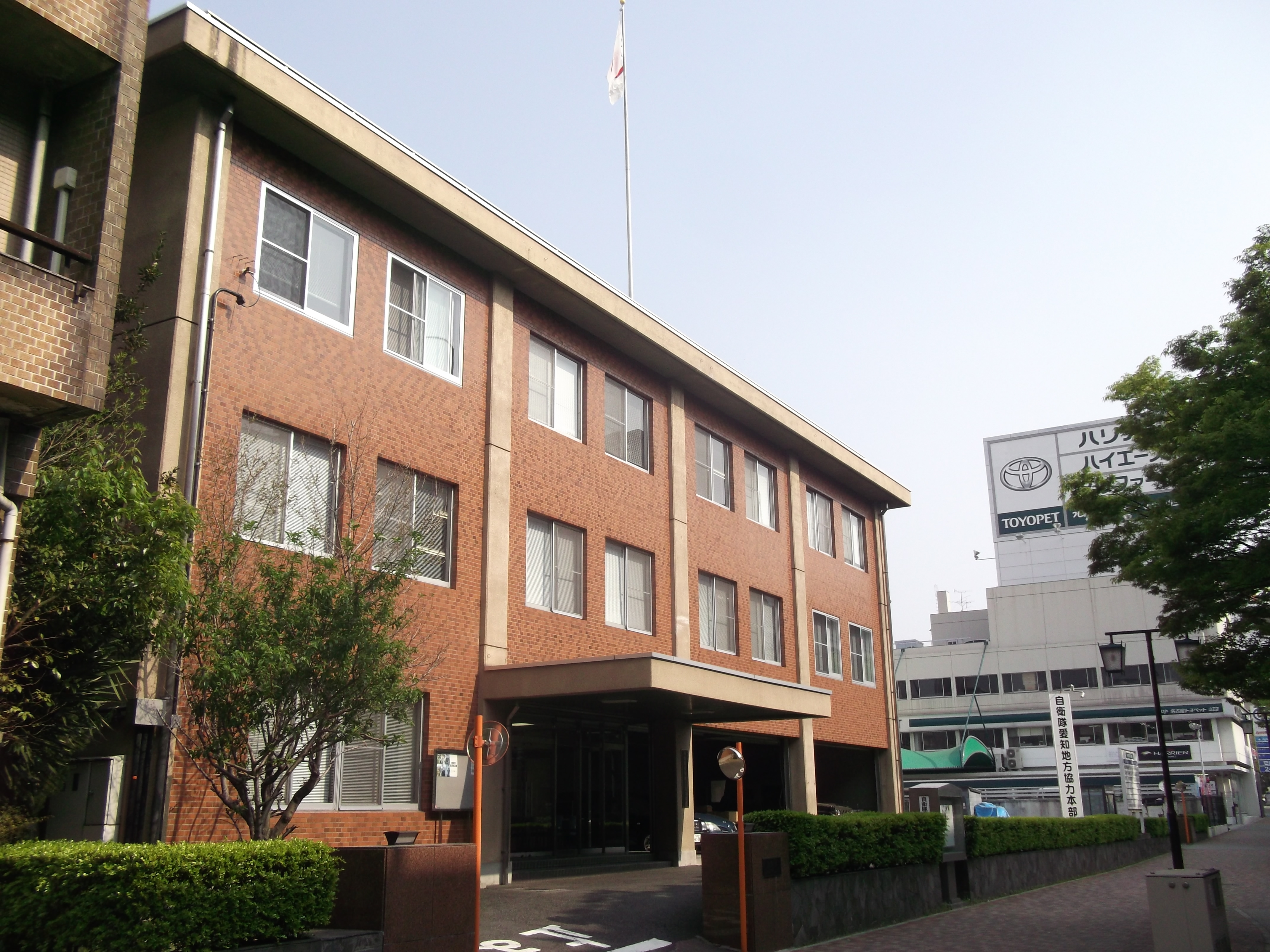
自衛隊愛知地方協力本部
- 名古屋トヨペット 山王店
- タイホウ名駅南ビル
- 名古屋水主町郵便局

- 自衛隊愛知地方協力本部

## 交通
- 江川線（名古屋市道江川線と愛知県道107号中川中村線の重複区間）
- 大須通

## その他

### 日本郵便
- 集配担当する郵便局は以下の通りである[13]。

| 区     | 町丁   | 郵便番号 | 郵便局         |
| ------ | ------ | -------- | -------------- |
| 中川区 | 松重町 | 454-0003 | 中川郵便局     |
| 中村区 | 松重町 | 450-0004 | 名古屋西郵便局 |